# Acquasanta
Acquasanta is een plaats (frazione) in de Italiaanse gemeente Mele, provincie Genua, en telt ongeveer 260 inwoners.

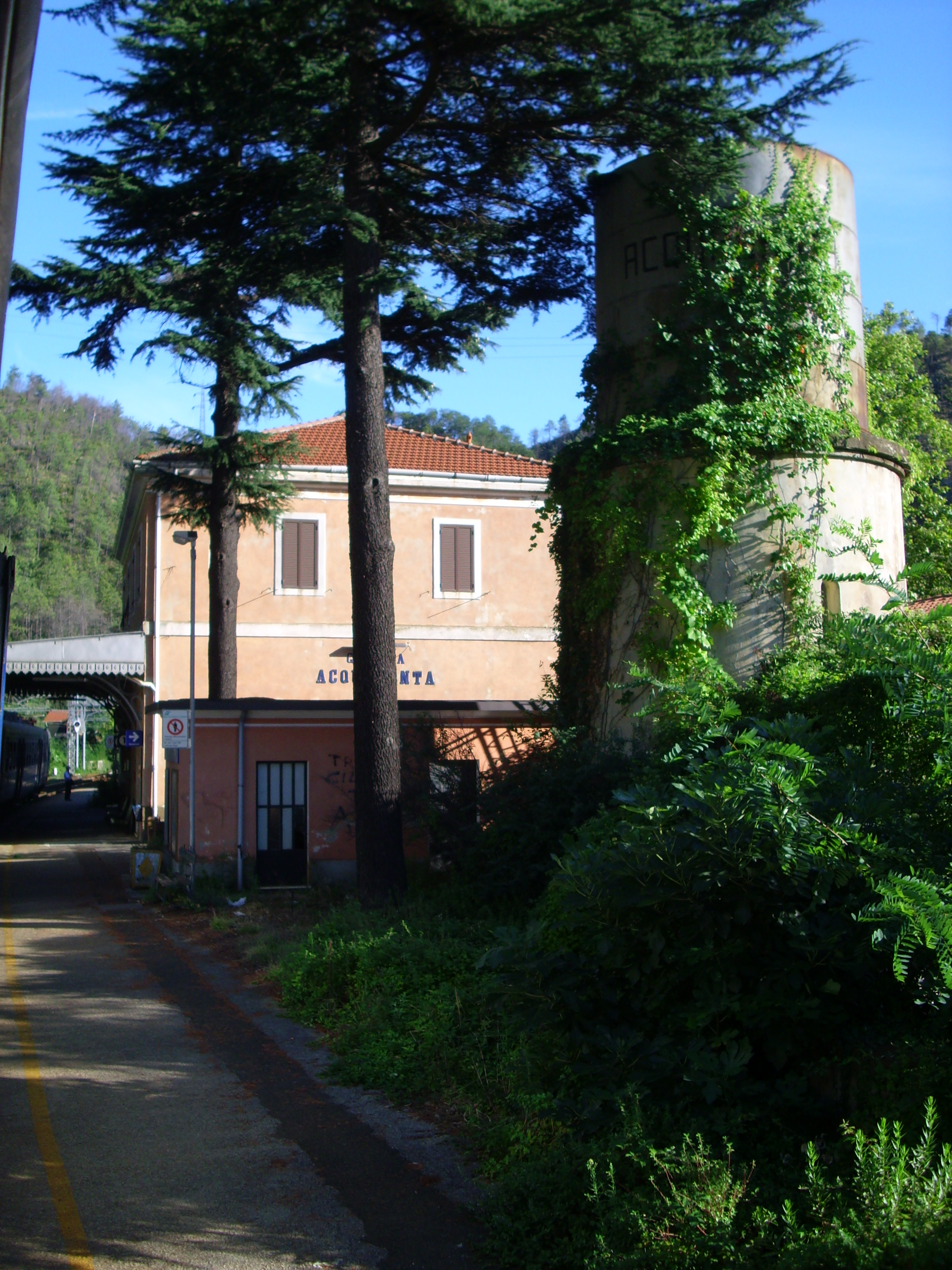
Station van Acquasanta